# My Type (песня Saweetie)
«My Type» — сингл американской рэперши Saweetie с мини-альбома Icy. Выпущен 11 июня 2019 года. Продюсером трека выступил London on da Track. Композиция добралась до 1 места в Rhythmic-чарте Billboard и до 21 в Billboard Hot 100, что стало первым попаданием певицы в этот чарт.

## История
Продюсером трека выступил London on da Track. Сама песня содержит семпл композиции «Freek-a-Leek» Пети Пабло, которая в своё время, в 2004 году, достигла 2-го места в Rhythmic-чарте Billboard. «Freek-a-Leek» продюсировал Лил Джон.
Трек «My Type» был выпущен 11 июня 2019 года на лейблах Warner и Artistry, как сингл с мини-альбома Saweetie Icy, который вышел в конце марта того года. Песня стала популярной в социальных сетях. В Rhythmic-чарте Billboard песня достигла первого места, а также попала в основной чарт Billboard Hot 100. Первоначально на 81 позицию, а затем поднялась до 21 места. Это было первое попадание Saweetie в чарт Billboard Hot 100. В октябре Saweetie исполнила эту композицию на BET Hip Hop Awards 2019. На сцену вместе с ней вышли Пети Пабло и Лил Джон.
3 июля 2019 года вышло музыкальное видео на песню. Клип имеет множество отсылок на хайфи культуру. В нём Saweetie читает рэп на фоне делающих «бублики» автомобилей на сайдшоу и танцует тверкинг на баскетбольном кольце. В видео можно увидеть и других рэперш из Области Залива Сан-Франциско: Кейлани и Kamaiyah.

## Ремиксы
23 августа 2019 года вышел ремикс с участием Джене Айко и Янг Майами из City Girls. 20 сентября вышел испаноязычный ремикс с участием Бекки Джи и Melii. 25 октября вышел мини-альбом с ремиксами под названием My Type (The Remixes). Помимо оригинальной песни и двух вышеупомянутых ремиксов, альбом содержал ремикс от Диллона Фрэнсиса, от Kat Nova и совместный ремикс от Френч Монтана, Wale и Tiwa Savage.

## Чарты

### Недельные чарты
| Чарт (2019—2020)                      | Высшая позиция |
| ------------------------------------- | -------------- |
| Australian Hitseekers (ARIA)          | 6              |
| Canada (Canadian Hot 100)             | 76             |
| New Zealand Hot Singles (RMNZ)        | 32             |
| Romania (Airplay 100)                 | 78             |
| US Billboard Hot 100                  | 21             |
| US Hot R&B/Hip-Hop Songs (Billboard)  | 10             |
| US Mainstream Top 40 (Billboard)      | 24             |
| US Rhythmic (Billboard)               | 1              |
| US Dance/Mix Show Airplay (Billboard) | 39             |
| US Rolling Stone Top 100              | 27             |

### Годовые чарты
| Чарт (2019)                          | Позиция |
| ------------------------------------ | ------- |
| US Billboard Hot 100                 | 76      |
| US Hot R&B/Hip-Hop Songs (Billboard) | 32      |
| US Rhythmic (Billboard)              | 13      |

## Сертификации
| Регион                                                                      | Сертификация  | Продажи   |
| --------------------------------------------------------------------------- | ------------- | --------- |
| Австралия (ARIA)                                                            | Золотой       | 35 000    |
| Канада (Music Canada)                                                       | Платиновый    | 80 000    |
| Польша (ZPAV)                                                               | Платиновый    | 50 000    |
| Великобритания (BPI)                                                        | Серебряный    | 200 000   |
| США (RIAA)                                                                  | 3× Платиновый | 3 000 000 |
| Данные о продажах + прослушиваниях приведены только на основе сертификации. |               |           |